# Luckenau
Luckenau este o comună din landul Saxonia-Anhalt, Germania.